# Aloe tartarensis
Aloe tartarensis ist eine Pflanzenart der Gattung der Aloen in der Unterfamilie der Affodillgewächse (Asphodeloideae). Das Artepitheton tartarensis verweist auf das Vorkommen der Art beim Tartar-Wasserfall in Kenia.

## Beschreibung

### Vegetative Merkmale
Aloe tartarensis wächst stammbildend, ist einzeln oder verzweigt gelegentlich mit ein bis zwei Zweigen von der Basis aus. Die hängenden Stämme erreichen eine Länge von bis zu 200 Zentimeter und sind 5 Zentimeter dick. Die 12 bis 15 herunterhängenden, lanzettlich zugespitzten, sichel- und rinnenförmigen Laubblätter bilden lockere Rosetten. Ihre glauke Blattspreite ist bis 70 Zentimeter lang und 7 Zentimeter breit. Die deltoiden, nach vorn gerichteten Zähne am rötlich knorpeligen Blattrand sind 3 Millimeter lang und stehen 10 Millimeter voneinander entfernt. Der gelbe Blattsaft bleibt trocken gelb.

### Blütenstände und Blüten
Der schiefe, für gewöhnlich hängende Blütenstand weist sieben bis zehn Zweige auf und erreicht eine Länge von bis zu 75 Zentimeter. Die unteren Zweige sind nochmals verzweigt. Die aufsteigenden, lockeren Trauben sind bis zu 23 Zentimeter lang. Die bräunlichen Brakteen weisen eine Länge von 4,5 Millimeter auf und sind 2 Millimeter breit. Die roten Blüten sind an ihre Mündung gelblich und hängen an 20 Millimeter langen, rötlich braunen Blütenstielen. Die Blüten sind 25 Millimeter lang. Auf Höhe des Fruchtknotens weisen die Blüten einen Durchmesser von 5 bis 7 Millimeter auf. Ihre äußeren Perigonblätter sind auf einer Länge von 8 Millimetern nicht miteinander verwachsen. Die Staubblätter und der Griffel ragen kaum aus der Blüte heraus.

## Systematik und Verbreitung
Aloe tartarensis ist in Kenia westlich von Kapenguria auf Klippenflächen verbreitet.
Die Erstbeschreibung durch Thomas A. McCoy und John Jacob Lavranos wurde 2007 veröffentlicht.

## Nachweise